# 미니특공대
《미니특공대》(영어: Miniforce, 중국어: 迷你特工隊)는 에스에이엠지 엔터테인먼트이 제작한 대한민국의 애니메이션이다.

## 개발제작
《미니특공대》는 2013년 10월에 발표되었으며, 프랑스 칸에서 열린 같은 해의 MIPJunior에서 라이선싱 시장을 대상으로 공개되었다.

## 줄거리
수 천 년 전, 약육강식의 세계에서는, 힘없고 약한 동물들은 스스로를 지키기 위해 특별한 능력을 가진 동물들을 선발하여 특공대를 조직하였다. 그들은 전 세계로 퍼져나가 위험에 빠진 동물들을 구하고 그들의 세력을 점차 확장시켜나갔다. 오늘날 그들은 뛰어난 과학 기술을 바탕으로 막강한 힘을 키워 세계 평화에 기여하고 있다.

## 목소리 출연
- 양정화: 볼트(변신 전), 미아, 미리, 수지의 담임 선생님(슈퍼공룡파워부터), 바이올렛, 스웩파이브(레드), 꼬마 미니특공대(루시), 젖병 괴물, 댄스킹, 붙여킹, 포이즌 플라워, 메타버스 걸
- 엄상현: 볼트(변신 후), 타오 박사, 거북이 원로, 카오 도사, 타미, 조니, 디노, 라오슈, 그리폰, 크로커, 우엑파, 꼬마 미니특공대(맥스), 티라재키(티렉스)
- 전태열: 새미, 너구리 원로, 페로, 미스터 Q, 츄츄, 자가킹 치치, 바쿠스(악역), 매드 스컬, 찹스틱맨
- 신용우: 맥스, 제레미 박사, 사막여우 원로, 해리, 이든, 쵸, 미카, 얀, 다크나이트, 꼬마 미니특공대(새미), 자동차 장난감, 테라레이(베스페로), 포포, 카이
- 이소영: 루시, 루이, 캐리, 헤라, 스웩파이브(옐로우)
- 홍진욱: 첸, 파스칼, 왼슈, 더 스트롱, 조드, 체스트, 부시익, 테라새미(프테릭스), 케이크 괴물, 냄비 괴물, 만두 괴물(둘째), 공 괴물,오른 소시지 괴물, 게 괴물, 대장(로봇), 거대 달걀말이, 빌딩 괴물, 치약 괴물, 가운데 아이스크림 괴물, 소방차 괴물, 세탁기 괴물, 공기청정기 괴물, 지니 괴물, 폴루스대왕
- 소연: 이파스, 안나, 수지, 아나운서, 소녀, 실라, 매지컬, 스웩파이브(그린), 케라루시(트릭스), 곰 인형, 크로커
- 성완경: 호크, 토끼 원로, 키라, 나인, 제노스, 단테, 티라카, 캡틴파워맨, 상어 괴물, 라이온, 악테온
- 김은아: 수지 엄마, 수지의 담임 선생님, 카라, 스웩파이브(퍼플, 블루, 거대화)
- 이민규: 쿠키 할아버지, 테고리오(스테고스), 규니맨, U2, SN, 오른 슈, 히트웨이브, 카카오, 다크나이트(거대화), 빅다이노, 두들러, 스파이더, 미스터 Q(거대화), 미스트, M보머, 쓰레기통 괴물, 냉장고 괴물, 신발 괴물, 만두 괴물(셋째), 리모컨 괴물, 볼펜 괴물, 왼 소시지 괴물, 인형뽑기 기계 괴물, 왼 아이스트림 괴물, 오른 빵 외계인, 전구 괴물, 왼 스피커 괴물, 썰매 괴물, 문어 괴물
- 정영웅: 투, 투투, 기계몬, 라이트 박사, 포포, 단쵸, 지니맨, 피오, 메두사, 뱀프, 아포피스, 펭키, 키오맥스(브라카), 엘리, 청소기 괴물, 변기 괴물, 만두 괴물(첫째), 피아노 괴물, 가운데 소시지 괴물, 우산 괴물, 달걀 괴물, 경찰차 괴물, 신호등 괴물, 채소 괴물, 오른 스피커 괴물, 풍선 괴물, 팽이 괴물, 보스킹, 브레이커J, 미스터J, 치코 박사
- 남도형: 레이, 리오, 재키, 두리 삼촌, 조디, 테리, 로이 선생님, 타미, 펭코, 샤쿠, 쿠키킹, 카멜레온, 더 스트롱(거대화), 킬러 비, 만두 괴물(막내), 꼬마 미니특공대(볼트), 메가로돈 볼트&새미(메가샤크) ,스파크박사
- 정혜원: 라나
- 한만중: 티라볼트, 칸바, 오른 아이스크림 괴물, 음료수 괴물, 왼 빵 외계인, 마이크 괴물, 코라, 레오캅
- 이상준: 죠스캅
- 박리나: 리나
- 이지현: 지나
- 홍소영: 치치
- 시영준: 티라
- 최석필: 카르노
- 진정일: 블랙소드
- 장경희: 블랙위치
- 최낙윤: 블랙해머
- 최한: 블랙버스터

## 제작진

### 최강전사 미니특공대
- 책임프로듀서: 정영홍
- 프로듀서: 김성수
- 기획: 김수훈
- 연출 감독: 이영준
- 기획 프로듀서: 민현기
- 기획 코디네이터: 박상글
- 제작 프로듀서: 김웅주
- 제작 본부장: 김병우
- 시나리오 감독: 김수훈
- 시나리오 수퍼바이저: 신현덕
- 시나리오 작가: 최인희, 윤장하, 이영준, 민현기
- 아트 디렉터: 김수훈, 박용주
- 캐릭터 디자인: 박용주, 최정진, 김일영, 박재철
- 배경 디자인: 박용주, 박재철, 이동진
- 메카닉 기획 총괄: 최종일
- 메카닉 수석 디자인: 지태옥
- 메카닉 3D 설계: 송준호
- 메카닉 컬러 아트: 노지현
- 스토리보드 수퍼바이저: 김승주
- 스토리보드: 유재운, 김재우, 송근식, 김종근, 김왕엽, 김지혜, 이경덕, 허상구, 채범석, 여현진, 서동혜, 박생기, 조나단
- 모델링 수퍼바이저: 안도문
- 모델링: 김영진, 이승연, 한정훈, 최두열, 강민지, 장보배, 김다운, 박은미, 조미정, 이현일, 박윤주, 이숙희, 손현호, 유정완
- 리깅: 장경수, 박영선
- 애니메이션 수퍼바이저: 이영준
- 선임 애니메이터: 배성은, 김영진, 김성재, 이종은, 김정환, 박세나, 곽수진, 박새보라, 김경하, 박성배, 김종일, 이성윤
- 애니메이터: 고보정, 고혜영, 김등대, 김상연, 김영은, 김영지, 김지현, 김하경, 김혜숙, 김홍수, 남연주, 류한조, 민경무, 민슬아, 박선혜, 서준, 손춘, 이교진, 이수진, 이용진, 이은진, 이지성, 전경혜, 전민정, 정수지, 홍은주, 양지향, 이미지, 장해정, 최수진
- 비쥬얼 수퍼바이저: 서보국
- 라이팅/렌더링: 김성곤, 채인수, 이호재, 최지해, 박진환, 정예원, 최성열, 이정우, 구승호, 이정아
- 합성: 김종윤, 김진수, 황영훈, 박성순, 천경은, 장재혁, 박슬기
- 모션 그래픽: 문승현, 김종윤
- 이펙트: 강명호, 김대열, 김경민, 이승진, 김효덕, 김태현, 손우빈
- 스크립트/파이프라인 지원: 김종철
- 해외 사업 본부: 윤상철
- 콘텐츠 사업 본부: 최규형, 김종래, 권기영, 채혜지, 류현정
- 기획 관리: 이용혁, 권순확, 김연옥, 김진숙, 박은미
- 영상 편집: 이영준
- HD 레코딩: 곤 디지털 스튜디오
- 음악: 동민호
- 음향효과: 김지희
- 녹음: 엄윤영 (Fun Soundworks)
- 믹싱: 김학주 (Fun Soundworks)
- 컴퓨터그래픽: 임태식
- 문자그래픽: 이민정
- 음향: 정연도
- 기술감독: 정장춘
- 연출: 김래경

### 미니특공대 X
- 책임 프로듀서: 한상호
- 프로듀서: 김형순
- 기획: 김수훈
- 감독: 이영준
- 기획 프로듀서: 송미선, 신현덕, 박상글, 안혜신, 이수지, 이희진
- 제작 총괄: 이용혁, 김병우
- 제작 프로듀서: 김지환, 홍유림
- 시나리오 감독: 니시조노 사토루
- 시나리오 슈퍼바이저: 신현덕
- 시나리오: 에나츠 유키, 아카호시 마사나오, 송지혜, 김성호
- 번역: 함채원, 송윤아
- 캐릭터/메카닉 디자인: Atelier Wasp, 이동훈, 최영, 최현
- 배경 디자인: 이동훈, 이후석
- 스토리보드 감독: 김승주
- 스토리보드: 이시야마 다카아키, 김왕엽, 김지혜, 조연성, 한상은, 공지혜, 김슬기
- 모델링 디벨롭 리드: 김경태
- 모델링 디벨롭: 장보배, 최지현
- 모델링 감독: 안도문
- 모델링 리드: 이승연, 조균성
- 모델링: 김상기, 최두열, 한정훈, 조윤주, 조미정, 이현일, 김다운
- 리깅: 장경수, 신승엽
- 애니메이션 조감독: 김영진, 박성배
- 애니메이션 리드: 이교진, 오수민, 박세나
- 애니메이션: 김영지, 전민정, 고혜영, 전경혜, 손상준, 김세영, 정재황, 이새하, 윤예슬, 이수진, 김은우, 유경훈, 서준, 김봉용, 류한조, 홍랑기, 김보영, 원지희, 허양우, 김예진, 이도희, 채종훈, 박기관, 정성진
- 비주얼 감독: 서보국
- 비주얼 리드: 채인수
- 라이팅/렌더팅 리드: 최지해, 류동우, 이호재, 프레드릭 미란다
- 라이팅/렌더팅: 강음, 김태윤, 정소영, 오경희, 김민석, 박은비
- 합성리드: 김진수
- 합성: 류지영, 김주정, 장재혁, 천경은, 송여정, 박지연, 김진경, 한다인, 박세정, 장희원, 하민정
- 이펙트 리드: 강명호
- 이펙트: 김대열, 이승진, 박성우, 최민기, 김보경, 김세영, 김종윤, 정승호
- 모션그래픽: 문승현
- 스크립트: 김종철
- 영상편집: 진정원, 박시영
- 콘텐츠사업: 김혜진, 한성호, 채혜지, 김은경, 양혜정, 심수연, 민지영, 우현호, 임지은, 김민경, 이현림, 이지은, 이효민, 박대경, 김성호
- 완구기획: 김영봉, 손종찬, 김형태, 유병민
- 경영관리: 권순확, 김연옥, 김진숙, 박은미, 박종현
- 사전 녹음: 곽지훈, 백전승, 김권억, 한선희, 이유진, 이바램, 조규진
- 외주제작: AREA81 Co., LTD, Spooky graphic Inc., 제핏 애니메이션 스튜디오, 이야기농장, Toneplus, Bluebeetle
- 음악 감독: 동민호, 유태진
- 음향효과: 김지희, 김수경
- 녹음/믹싱: 김학주
- 주제가 작곡: 유태진, 동민호
- 주제가 작사: 신현덕
- 주제가 노래: J SPA / TULA
- 오디오 마스터링: SOUND DEPOT
- 녹음연출: 김래경
- 제작 지원: 한국콘텐츠진흥원
- 제작 투자: 삼지 애니메이션

### 미니특공대 슈퍼공룡파워
- 책임프로듀서: 남한길
- 프로듀서: 최미란
- 기획: 김수훈
- 감독: 이영준
- 기획 프로듀서: 박상글, 이희진
- 제작 총괄: 김병우
- 제작 프로듀서: 이지은, 이우리, 김지환, 홍유림
- 시나리오 슈퍼바이저: 신현덕
- 시나리오 작가: 전영하, 김지현, 최인희, 조영빈
- 디자인 리드: 이동훈
- 캐릭터/메카닉 디자인: Atelier Wasp, 이동진, 최현
- 배경 디자인: 이동진, 조광진
- 스토리보드 감독: 김승주
- 스토리보드: 김왕엽, 김지혜, 조연성, 공지혜
- 모델링 디벨롭 리드: 김경태
- 모델링 디벨롭: 장보배, 최지현
- 모델링 리드: 이승연, 조균성
- 모델링: 김상기, 최두열, 한정훈, 조윤주, 조미정, 이현일, 김다운, 정재현, 김상훈, 조성래, 이청현, 최용성, 주현진, 강선미
- 리깅 리드: 장경수
- 리깅: 신승엽
- 애니메이션 조감독: 김영진, 박성배
- 애니메이션 리드: 박세나, 오수민, 전민정, 전경혜, 이교진
- 코디네이터: 박사라
- 애니메이션: 김영지, 서준, 고혜영, 김봉용, 이도희, 최연정, 김효빈, 김은우, 정재황, 손상준, 김세영, 허양우, 유경훈, 이새하, 박기관, 정헌영, 이복준, 서은송, 김예진, 양소연, 이종민, 김주화, 김지현
- 비주얼 감독: 서보국
- 비주얼 리드: 채인수, 최지해, 류동우
- 라이팅/렌더링 리드: 이호재, Fredric Miranda
- 쉐이딩: Yin Jiang
- 라이팅 렌더링: 김태윤, 정소영, 박은비
- 합성 리드: 김진수
- 합성: 류지영, 김주정, 장재혁, 천경은, 송여정, 박지연, 김진경, 박세정, 한다인, 장희원, 하민정
- 이펙트 리드: 강명호
- 이펙트: 김대열, 이승진, 박성우, 김보경, 최민기, 김세영, 김종윤, 김경우, 김성태, 서대하, 송상규
- 모션그래픽: 문승현
- 스크립트: 김종철
- 영상 편집: 진정원, 박시영
- 콘텐츠사업총괄: 강예찬
- 머천다이징: 김영봉
- 마케팅&라이선싱: 엄도경, 한성호, 김은경, 양혜정
- 완구기획: 김형태, 손종찬, 유병민, 서광국
- 미디어: 이지은, 김성호, 이효민, 박대경, 유이슬
- 디자인: 김유진, 임지은, 김미경
- 해외사업: 민현기, 소원섭, 최준민
- 제작관리: 이용혁
- 경영관리: 윤원기, 김연옥, 김진숙, 박은미, 박종현, 정경진
- 사전녹음: 곽지훈, 염지웅, 서정은, 양승호, 하동연, 고명림, 최재영, 박정민, 이성호, 김은수, 길군호, 정민지, 민예은, 황은진
- 외주제작: 이야기농장, Bluebeetle, Pierce, Pixeline, Geeks, Toneplus
- 제작지원: 한국콘텐츠진흥원
- 음악감독: 동민호, 유태진
- 음향효과: 김지희, 김수경
- 녹음/믹싱: 김학주 (SOUND DEPOT)
- 주제가 작곡: 동민호, 유태진
- 주제가 작사: 김수훈, 신현덕
- 주제가 노래: 임세민, 이윤서
- 오디오 마스터링: SOUND DEPOT
- 음향: 김진호
- 기술감독: 이순경
- 연출: 김래경

### 미니특공대 애니멀트론
- 책임 프로듀서: 안소진
- 프로듀서: 최미란
- 기획: 김수훈
- 감독: 이영준
- 총괄 프로듀서: 이재호
- 기획 프로듀서: 이희진
- 제작 프로듀서: 김나래
- 시나리오 수퍼바이저: 신현덕
- 시나리오 작가: 윤효현, 전영하, 최인희
- 캐릭터/메카닉 디자인: Atelier Wasp, 조광진, 이광수, 최현, 이화진, 이동진
- 배경 디자인: 조광진, 이광수, 이동진
- 모델링 수퍼바이저: 이승연, 김상기
- 모델링: 조윤주, 조미정, 이현일, 조성래, 김다운
- 모델링 외주제작: D-clay, KAGO
- 리깅 수퍼바이저: 장경수
- 리깅: 장우영, 서우현, 이은혜, 김해빈, 서진이
- 리깅 외주제작: 302planet
- 애니메이션 수퍼바이저: 오수민, 전민정, 전경혜, 김영지, 김봉용
- 애니메이션: 고혜영, 김세영, 김언조, 김지현, 배혜정, 이수진, 이종민, 임창섭, 정윤정, 채혜인, 최은지, 허양우, 이복준
- 애니메이션 외주제작: Bluebeetle, Bloom, Pixelline, Lissome
- 언리얼: 채인수, 김대열, Yin Jiang, 김보경
- 라이팅: 박성훈
- 이펙트: 이홍석
- 합성: 유지영, 심수연
- 모션그래픽: 문승현
- 스크립트: 김종철
- 파이널 외주제작: PB
- 영상 편집: 박시영
- 사전녹음: 곽지훈, 김채수, 강한길, 길군호, 고명림, 서나래, 이서연, 진수범, 장효찬
- 사업총괄: 최재원
- 완구사업: 김영봉, 유병민, 김소정, 양은주, 이해숙, 김형태, 이기성, 김림범, 안효익, 이민영, 김다혜, 이현주, 김보배
- 브랜드전략: 유시연, 한성호, 배상민, 신진선
- 해외사업: 민현기
- 중국사업: 최원, 고아흔, 정경인
- 미디어: 채혜지, 조현지, 양혜정, 김소연, 한정엽, 김석희, 한진희, 공지수, 김승우
- 디자인: 심윤선, 김유진, 양나령, 임지은, 김효송, 김수정, 김나리
- 경영관리: 윤원기, 김연옥, 김진숙, 이상봉, 양승경, 이수현, 임성현, 박종현, 송민석, 신봉준
- 녹음/믹싱: SOUND DEPOT, 이예슬
- 음악: Studio MOJI
- 음악 감독: 동민호
- 작편곡: 유태진, 김진양
- 음악믹싱: 강해구
- 주제가 작곡: 뜻밖의 녹음실
- 주제가 작사: SAMG Entertainment
- 주제가 노래: TULA
- 음향효과: MOMO sound, 김지희, 김수경
- 오디오 마스터링: SOUND DEPOT
- 컴퓨터그래픽: 임태식
- 기술감독: 정민희
- 연출: 김래경

### 미니특공대 브이레인저스
- 책임 프로듀서: 이지연
- 프로듀서: 최미란
- 기획: 김수훈
- 감독: 이영준
- 조연출: 강병은
- 총괄 프로듀서: 이재호
- 기획 프로듀서: 이희진
- 제작 프로듀서: 김나래
- 시나리오 수퍼바이저: 신현덕
- 시나리오 작가: 김영우, 김지훈, 윤효현, 김지현
- 디자인: 이광수, 이화진, 이동진
- 스토리보드 수퍼바이저: 김승주
- 스토리보드: 김민지, 최찬주, 안상욱, (주)브릭스튜디오, 최지훈, 김현욱, 류은전, 여상은, 권아현
- 모델링 수퍼바이저: 김상기
- 모델링: 조윤주, 조미정, 이현일, 조성래, 백소연
- 모델링 외주제작: D-clay, KAGO, SHRUB
- 리깅 수퍼바이저: 장경수
- 리깅: 장우영, 서우현, 이은혜, 김해빈, 서진이
- 리깅 외주제작: 302planet
- 애니메이션 수퍼바이저: 전경혜, 김영지, 김봉용, 허양우
- 애니메이션: 문가은, 조미애, 정윤정, 채혜인, 김지현, 박종우, 최유나, 이종민, 이수진, 최은지, 박사라, 고혜영, 김언조, 이솔희, 배가영
- 애니메이션 외주제작: Bluebeetle, Bloom, SHRUB
- 언리얼: 채인수, 박성훈, 유지영, 심수연, 이윤경, 최재운
- 이펙트: 이홍석
- 모션그래픽: 문승현
- 스크립트: 김종철
- 영상 편집: 박시영
- 사전녹음: 곽지훈, 김채수, 백전승, 이서연, 진수범, 이주현, 길군호, 김선아, 강한길, 장봉현
- 사업총괄: 최재원
- 전략기획: 김민정, 김미지
- 남아완구개발팀: 김형태, 김림범, 김민영, 안효익, 이기성, 한찬희
- 완구생산팀: 유병민, 곽한음, 박기연
- 유통영업팀: 김영봉, 김은성, 김정환, 한성호, 박정규, 배상민, 김은지, 여상은, 박준영
- 해외사업: 민현기
- 중국사업: 최원, 고아흔, 정경인
- 마케팅: 채혜지, 이경진, 김승우, 최인혜, 왕하림
- 뉴미디어: 박상글, 김소연, 김석희, 한진희
- 교육사업팀: 민호기, 한유리, 김보람, 이혜영, 차수현
- 디자인연구소: 심윤선, 김유진, 임지은, 박지훈, 양나령
- MD생산팀: 김윤희
- 경영관리: 윤원기, 김하늘, 김진숙, 홍수진, 김지호, 양승경, 이소정, 이수현, 강철, 심영웅, 지연희, 안세현, 이현경, 김호규, 유우열, 정승엽, 이성도, 배서연, 김성희
- 녹음/믹싱: SOUND DEPOT, 이예슬
- 음악: Studio MOJI
- 음악 감독: 동민호
- 작편곡: 김진양, 동민호
- 주제가 작곡: 뜻밖의 녹음실
- 주제가 작사: SAMG Entertainment
- 주제가 노래: 손세인
- 음향효과: MOMO sound, 김지희, 김수경
- 오디오 마스터링: SOUND DEPOT
- 컴퓨터그래픽: 임태식
- 기술감독: 전영균
- 연출: 김래경

### 최강경찰 미니특공대
- 책임 프로듀서: 이선희
- 프로듀서: 최미란
- 기획: 김수훈
- 감독: 이영준
- 제작 프로듀서: 이재호, 김나래, 이희진, 황예진
- 스토리 기획: 신현덕
- 시나리오 작가: 김지훈, 이한결, 김지윤, 정지원
- 디자인: 이광수, 양혜인, 이화진, 이동진
- 스토리보드: 김승주, 강병은, 최찬주, 이서원, 김현욱, 박생기, 오자균, 이경은, 월천스튜디오, SHOH
- 모델링 수퍼바이저: 김상기
- 모델링: 조윤주, 조미정, 조성래, 백소연, 박지윤
- 모델링 외주제작: D-clay, KAGO, SHRUB
- 리깅 수퍼바이저: 장경수
- 리깅: 장우영, 이은혜, 서진이
- 리깅 외주제작: 302planet
- 애니메이션 수퍼바이저: 전경혜, 김영지, 김봉용, 허양우
- 애니메이션: 고혜영, 이수진, 박사라, 이종민, 채혜인, 최은지, 이솔희, 김언조, 문가은, 배가영, 박종우, 정윤정, 조미애, 최유나, 김태형, 홍수민
- 애니메이션 외주제작: Bluebeetle, Lissome, Praxis The Original
- 언리얼: 박성훈, 채인수, 심수연, 최재운, 이윤경, 김지율, 문소희
- 이펙트: 이홍석, 채인수
- 모션 그래픽: 유지영, 이윤빈
- 스크립트: 김종철
- 영상 편집: 박시영
- 사전녹음: 곽지훈, 김채수, 김선아, 서나래, 전규민, 도은강, 유준석, 강주리, 한욱, 이주현, 이서연, 이영재
- 사업총괄: 최재원
- 미디어팀: 채혜지, 이은주, 김승우, 이주향, 임충빈, 송은호, 최인혜, 이휘영, 이정윤, 왕하림, 김소연, 김석희, 임원빈, 김윤하, 한진희, 홍혜원
- 중국사업: 최원, 고아흔, 정경인, 최준민
- 해외사업: 민현기, 정혜진
- 남아완구개발팀: 김형태, 윤나라, 김림범, 김민영, 남미현, 이기성, 이동규, 한찬희
- 플랫폼사업: 조선광, 빈경민, 최슬기, 진애솔, 배성연, 이연지
- SCM: 유병민, 곽한음, 양은주, 이수지, 황지영, 이혜선, 김은지, 이진화, 이희준
- 영업총괄: 김영봉
- 영업: 김은성, 김정환, 박정규, 김송희, 홍동현, 연상은, 이호석, 조은비, 박준영
- L&M: 한성호, 배상민, 이경건, 강소현, 석희원, 이연지
- 전략기획: 김민정, 윤경숙, 김은영, 박지나, 이현애
- 경영관리: 윤원기, 김하늘, 김진숙, 이소정, 강철, 지연희, 안세현, 심영웅, 배서연, 허윤영
- 녹음/믹싱: 이승훈(SOUND DEPOT)
- 음악: Studio MOJI
- 음악 감독: 동민호
- 작편곡: 유태진, 동민호
- 주제가 작곡: Studio MOJI
- 주제가 작사: SAMG Entertainment
- 주제가 노래: 이일송
- 음향효과: 김지희, 김수경
- 오디오 마스터링: SOUND DEPOT
- 컴퓨터그래픽: 임태식
- 문자그래픽: 류희경
- 기술감독: 유귀성
- 연출: 김래경

### 최강공룡 미니특공대
- 책임 프로듀서: 이선희
- 프로듀서: 최미란
- 기획/총괄 프로듀서: 김수훈
- 감독: 이영준
- 제작 프로듀서: 이재호, 김나래, 황예진
- 스토리 기획: 신현덕
- 시나리오 작가: 김지훈, 이한결, 김지윤, 진슬기
- 디자인: 이광수, 양혜인, 이화진, 이동진
- 스토리보드: 강병은, 최찬주, 이서원
- 스토리보드 외주 제작: 스튜디오 고인돌, 송길헌
- 모델링 수퍼바이저: 김상기
- 모델링: 조윤주, 조미정, 조성래, 백소연, 이현일, 임지호
- 모델링 외주제작: D-clay, WILDVISUAL, SHRUB
- 리깅 수퍼바이저: 장경수
- 리깅: 장우영, 이은혜, 서진이
- 리깅 외주제작: 302planet
- 애니메이션 수퍼바이저: 전경혜, 김영지, 김봉용, 허양우
- 애니메이션: 고혜영, 이수진, 박사라, 이종민, 이승희, 최은지, 강유림, 김수연, 김언조, 김태형, 문가은, 배가영, 조미애, 정윤정, 채혜인, 최유나, 홍수민
- 애니메이션 외주제작: Bluebeetle, SAVANA, 302planet, WESTO
- 언리얼 라이팅 수퍼바이저: 박성훈
- 언리얼 TD 수퍼바이저: 채인수
- 언리얼 라이팅&이펙트: 최재운, 이윤경, 문소희, 박민서, 김지율
- 합성 수퍼바이저: 유지영
- 합성: 이윤빈
- 파이프라인 매니저: 김종철
- 영상 편집: 박시영
- 사전녹음: 곽지훈, 백전승, 박빛나, 장봉현, 전규민, 김채수, 정예찬, 이주현, 윤은서, 진수범, 김현진, 오규완, 한욱
- 경영관리총괄: 윤원기, 장문수
- 사업총괄: 최재원, 김민정
- 미디어팀: 채혜지, 이은주, 이주향, 임원빈, 홍혜원, 김소연, 김석희, 김윤하, 임충빈, 송은호, 이휘영, 최인혜
- 중국사업: 최원, 고아흔
- 해외사업: 민현기, 정혜진, 정지선
- 남아완구개발팀: 김형태, 윤나라, 김림범, 이동규, 남미현, 이윤선
- 영업: 윤석기, 김성수, 연상은, 서종훈, 신선아
- 마케팅: 전제민, 최슬기, 임충빈, 송명종, 배상민
- 굿즈팀: 김영봉, 유병민
- 디자인연구소: 김유진, 김효송, 김다은, 김수정
- 경영관리: 윤원기, 김하늘, 홍상영, 배서연
- 주제가 작곡: 뜻밖의 녹음실
- 주제가 작사: SAMG Entertainment
- 주제가 노래: TULA
- 음악: 뜻밖의 녹음실
- 음향효과: 양성규(라퓨타뮤직)
- 녹음/믹싱: 강희중, 부유정(POPES)
- 기술감독: 제승명
- 연출: 조성희

## 방영 목록

### 최강전사 미니특공대 S1
| 회차         | 제목                        | 방송 일자        |
| ------------ | --------------------------- | ---------------- |
| 1화          | 새로운 영웅들               | 2014년 9월 3일   |
| 2화          | 새로운 위협                 | 2014년 9월 3일   |
| 3화          | 거미 기계몬의 습격          | 2014년 9월 10일  |
| 4화          | 오늘의 운세                 | 2014년 9월 10일  |
| 5화          | 거북이들의 용기             | 2014년 9월 17일  |
| 6화          | 미니 특공대와 아기 이구아나 | 2014년 9월 17일  |
| 7화          | 무서운 자판기               | 2014년 9월 24일  |
| 8화          | 루시는 요리사               | 2014년 9월 24일  |
| 9화          | 스파이의 유혹               | 2014년 10월 1일  |
| 10화         | 최면 음악을 조심해!         | 2014년 10월 1일  |
| 11화         | 메두사의 습격               | 2014년 10월 8일  |
| 12화         | 무서운 사탕나무             | 2014년 10월 8일  |
| 13화         | 새미의 배신 1               | 2014년 10월 15일 |
| 14화         | 새미의 배신 2               | 2014년 10월 15일 |
| 15화         | 치명적인 향기               | 2014년 10월 22일 |
| 16화         | 청소기계몬과의 전쟁         | 2014년 10월 22일 |
| 17화         | 전염병의 진실               | 2014년 10월 29일 |
| 18화         | 어둠 속의 그림자            | 2014년 10월 29일 |
| 19화         | 악당 두더지와 무술 고수 1   | 2014년 11월 5일  |
| 20화         | 악당 두더지와 무술 고수 2   | 2014년 11월 5일  |
| 21화         | 숙명의 라이벌               | 2014년 11월 12일 |
| 22화         | 위험한 호기심               | 2014년 11월 12일 |
| 23화         | 특공대원의 오해 1           | 2014년 11월 19일 |
| 24화         | 특공대원의 오해 2           | 2014년 11월 19일 |
| 25화         | 타오 박사 구출작전          | 2014년 11월 26일 |
| 26화(최종화) | 무적의 미니 특공대          | 2014년 11월 26일 |

### 최강전사 미니특공대 S2
| 회차         | 제목                      | 방송 일자       |
| ------------ | ------------------------- | --------------- |
| 1화          | 그리폰의 화살             | 2015년 3월 2일  |
| 2화          | 채소를 돌려줘             | 2015년 3월 2일  |
| 3화          | 외계인이 나타났다 1       | 2015년 3월 9일  |
| 4화          | 외계인이 나타났다 2       | 2015년 3월 9일  |
| 5화          | 꽃향기의 비밀             | 2015년 3월 16일 |
| 6화          | 피라미드의 전설           | 2015년 3월 16일 |
| 7화          | 쌍둥이 펭귄 도둑 1        | 2015년 3월 23일 |
| 8화          | 쌍둥이 펭귄 도둑 2        | 2015년 3월 23일 |
| 9화          | 핼러윈 파티 1             | 2015년 3월 30일 |
| 10화         | 핼러윈 파티 2             | 2015년 3월 30일 |
| 11화         | 위험한 스마트폰           | 2015년 4월 6일  |
| 12화         | 이상한 꿈                 | 2015년 4월 6일  |
| 13화         | 구렁이 마녀 1             | 2015년 4월 13일 |
| 14화         | 구렁이 마녀 2             | 2015년 4월 13일 |
| 15화         | 몬스터의 비밀 1           | 2015년 4월 20일 |
| 16화         | 몬스터의 비밀 2           | 2015년 4월 20일 |
| 17화         | 소중한 전기               | 2015년 4월 27일 |
| 18화         | 수상한 개구리             | 2015년 4월 27일 |
| 19화         | 해적왕 샤쿠 1             | 2015년 5월 4일  |
| 20화         | 해적왕 샤쿠 2             | 2015년 5월 4일  |
| 21화         | 악어 전사의 눈물 1        | 2015년 5월 11일 |
| 22화         | 악어 전사의 눈물 2        | 2015년 5월 11일 |
| 23화         | 공작의 예언               | 2015년 5월 18일 |
| 24화         | 운명을 바꾸는 용기        | 2015년 5월 18일 |
| 25화         | 미니 특공대 최후의 전투 1 | 2015년 5월 25일 |
| 26화(최종화) | 미니 특공대 최후의 전투 2 | 2015년 5월 25일 |

### 미니특공대 X S1
| 회차         | 제목                       | 방송 일자       |
| ------------ | -------------------------- | --------------- |
| 1화          | 최강 엑스 파워!            | 2018년 5월 30일 |
| 2화          | 출동! 특공 엑스봇          | 2018년 5월 31일 |
| 3화          | 거짓말 외계인 라이어       | 2018년 6월 6일  |
| 4화          | 거짓말 대소동              | 2018년 6월 7일  |
| 5화          | 볼트와 새미의 다툼         | 2018년 6월 13일 |
| 6화          | 진정한 우정                | 2018년 6월 14일 |
| 7화          | 수상한 구두                | 2018년 6월 20일 |
| 8화          | 댄스 외계인 슈슈           | 2018년 6월 21일 |
| 9화          | 마녀의 저주                | 2018년 6월 27일 |
| 10화         | 힘내라, 아기 맥스!         | 2018년 6월 28일 |
| 11화         | 달콤한 과자의 유혹         | 2018년 7월 4일  |
| 12화         | 할아버지의 과자를 지켜라!  | 2018년 7월 5일  |
| 13화         | 두 개의 태양               | 2018년 7월 11일 |
| 14화         | 모두의 힘을 하나로         | 2018년 7월 12일 |
| 15화         | 보이지 않는 적             | 2018년 7월 18일 |
| 16화         | 제노스와의 만남            | 2018년 7월 19일 |
| 17화         | 두근두근 초콜릿 대작전     | 2018년 7월 25일 |
| 18화         | 사랑에 빠진 루시           | 2018년 7월 26일 |
| 19화         | 어둠의 킬러, 다크나이트    | 2018년 8월 1일  |
| 20화         | 격돌! 레이 vs 다크나이트   | 2018년 8월 2일  |
| 21화         | 지키지 못한 약속           | 2018년 8월 8일  |
| 22화         | 합체! 특공 엑스트론        | 2018년 8월 9일  |
| 23화         | 가짜를 찾아라!             | 2018년 8월 15일 |
| 24화         | 단봇Z의 습격               | 2018년 8월 16일 |
| 25화         | 제노스의 정체              | 2018년 8월 22일 |
| 26화(최종화) | 특공 엑스트론, 최후의 전투 | 2018년 8월 23일 |

### 미니특공대 X S2
| 회차         | 제목                       | 방송 일자       |
| ------------ | -------------------------- | --------------- |
| 1화          | 수수께끼 낙서 대소동       | 2019년 1월 30일 |
| 2화          | 낙서들이 살아있다!         | 2019년 1월 31일 |
| 3화          | 엉망진창 캠핑길!           | 2019년 2월 6일  |
| 4화          | 우엑 우엑~ 멀미는 그만!    | 2019년 2월 7일  |
| 5화          | 어둠에 물든 볼트           | 2019년 2월 13일 |
| 6화          | 재키의 희생                | 2019년 2월 14일 |
| 7화          | 푸른 제비꽃의 향기         | 2019년 2월 20일 |
| 8화          | 킬러 비의 정체             | 2019년 2월 21일 |
| 9화          | 공포의 퀴즈쇼              | 2019년 2월 27일 |
| 10화         | 퀴즈왕 루시                | 2019년 2월 28일 |
| 11화         | 천재 과학자 리오           | 2019년 3월 6일  |
| 12화         | 새로운 동료                | 2019년 3월 7일  |
| 13화         | 마법소녀 외계인 매지컬     | 2019년 3월 13일 |
| 14화         | 영혼 체인지 대소동         | 2019년 3월 14일 |
| 15화         | 호흡 척척! 5인조 외계인    | 2019년 3월 20일 |
| 16화         | 특공 펜타트론 합체!        | 2019년 3월 21일 |
| 17화         | 낚시왕 리오                | 2019년 3월 27일 |
| 18화         | 안개 속의 그림자           | 2019년 3월 28일 |
| 19화         | 단단단의 결심              | 2019년 4월 3일  |
| 20화         | 단단단, 마지막 임무        | 2019년 4월 4일  |
| 21화         | 조드의 무서운 계략         | 2019년 4월 10일 |
| 22화         | 제노스에게서 돌아선 단단단 | 2019년 4월 11일 |
| 23화         | 미니특공대X, 우주로 출격!  | 2019년 4월 17일 |
| 24화         | 제노스의 완전한 부활       | 2019년 4월 18일 |
| 25화         | 위기에 빠진 지구           | 2019년 4월 24일 |
| 26화(최종화) | 희망의 힘으로              | 2019년 4월 25일 |

### 미니특공대 슈퍼공룡파워 S1
| 회차         | 제목                                        | 방송 일자        |
| ------------ | ------------------------------------------- | ---------------- |
| 1화          | 최강의 슈퍼 공룡 파워!                      | 2019년 8월 29일  |
| 2화          | 맥스의 특별한 생일 파티                     | 2019년 8월 30일  |
| 3화          | 무엇이든 먹어치우는 청소기!                 | 2019년 9월 5일   |
| 4화          | 출격! 티라노썬더                            | 2019년 9월 6일   |
| 5화          | 청결한 변기 괴물?                           | 2019년 9월 12일  |
| 6화          | 포포의 신발이 화났어!                       | 2019년 9월 13일  |
| 7화          | 출격! 프테라스카이                          | 2019년 9월 19일  |
| 8화          | 엄청나게 커져버린 맥스!                     | 2019년 9월 20일  |
| 9화          | 쿵푸 만두와 신비한 젓가락                   | 2019년 9월 26일  |
| 10화         | 루이, 용기를 내!                            | 2019년 9월 27일  |
| 11화         | 볼트와 새미가 작아졌어!                     | 2019년 10월 3일  |
| 12화         | 미니특공대 수지레인저, 출동!                | 2019년 10월 4일  |
| 13화         | 좌충우돌, 꼬마 미니특공대!                  | 2019년 10월 10일 |
| 14화         | 소녀와 피아노                               | 2019년 10월 11일 |
| 15화         | 미니특공대, 사람으로 변신!                  | 2019년 10월 17일 |
| 16화         | 볼펜 대장과의 한판 승부!                    | 2019년 10월 18일 |
| 17화         | 합체! 특공 트라이가                         | 2019년 10월 24일 |
| 18화         | 재키와 슈퍼 공룡 티렉스, 출동!              | 2019년 10월 25일 |
| 19화         | 볼트와 메가샤크, 위기에 빠진 루시를 구해줘! | 2019년 10월 31일 |
| 20화         | 슬픔에 빠진 조니의 우산                     | 2019년 11월 1일  |
| 21화         | 캡틴파워맨의 새로운 부하                    | 2019년 11월 7일  |
| 22화         | 미니특공대로 돌아온 레이                    | 2019년 11월 8일  |
| 23화         | 버림받은 장난감의 복수                      | 2019년 11월 14일 |
| 24화         | 진격의 달걀 군단                            | 2019년 11월 15일 |
| 25화         | 적으로 변해버린 최강의 슈퍼 공룡            | 2019년 11월 21일 |
| 26화(최종화) | 사상 최대의 위협, 초대형 파워볼!            | 2019년 11월 22일 |

### 미니특공대 슈퍼공룡파워 S2
| 회차         | 제목                              | 방송 일자        |
| ------------ | --------------------------------- | ---------------- |
| 1화          | 새로운 변신, 슈퍼 공룡 출동!      | 2020년 8월 27일  |
| 2화          | 출격! 스테고 마그마               | 2020년 8월 28일  |
| 3화          | 맥스와 루시의 우정                | 2020년 9월 3일   |
| 4화          | 좌충우돌, 아기 돌보기             | 2020년 9월 4일   |
| 5화          | 여기도 볼트, 저기도 볼트!         | 2020년 9월 10일  |
| 6화          | 두 얼굴의 탄산음료 괴물           | 2020년 9월 11일  |
| 7화          | 정체불명의 괴수                   | 2020년 10월 1일  |
| 8화          | 블루시티의 영웅, 경찰차와 소방차! | 2020년 10월 2일  |
| 9화          | 수지와 거대 고릴라                | 2020년 10월 8일  |
| 10화         | 빵 외계인의 침략                  | 2020년 10월 9일  |
| 11화         | 새로운 악당, 칸바                 | 2020년 10월 15일 |
| 12화         | 초강력 세탁기 괴물                | 2020년 10월 16일 |
| 13화         | 신입 대원 리나                    | 2020년 10월 22일 |
| 14화         | 번개맨 볼트, 출동!                | 2020년 10월 23일 |
| 15화         | 먼지 뿜뿜! 공기청정기 괴물        | 2020년 10월 29일 |
| 16화         | 루시의 꿈                         | 2020년 10월 30일 |
| 17화         | 얼음의 여왕 루시                  | 2020년 11월 5일  |
| 18화         | 풍선 괴물과 레슬링 한판 승부!     | 2020년 11월 6일  |
| 19화         | 소원을 들어주는 신기한 요술램프   | 2020년 11월 12일 |
| 20화         | 출격, 특공 슈퍼봇!                | 2020년 11월 13일 |
| 21화         | 슈퍼 티라킹, 출격!                | 2020년 11월 19일 |
| 22화         | 캡틴파워맨의 반란                 | 2020년 11월 20일 |
| 23화         | 슈퍼 메가로돈 출동!               | 2020년 11월 26일 |
| 24화         | 초대형 문어괴물과 칸바의 습격!    | 2020년 11월 27일 |
| 25화         | 정체를 드러낸 폴루스대왕          | 2020년 12월 3일  |
| 26화(최종화) | 폴루스대왕의 최후                 | 2020년 12월 4일  |

### 미니특공대 슈퍼다이노 7
| 회차        | 제목                      | 방송 일자       |
| ----------- | ------------------------- | --------------- |
| 1화         | 미니특공대 슈퍼다이노7, 1 | 2021년 4월 12일 |
| 2화         | 미니특공대 슈퍼다이노7, 2 | 2021년 4월 13일 |
| 3화         | 미니특공대 슈퍼다이노7, 3 | 2021년 4월 14일 |
| 4화(최종화) | 미니특공대 슈퍼다이노7, 4 | 2021년 4월 19일 |

### 미니특공대 애니멀트론
| 회차         | 제목                              | 방송 일자        |
| ------------ | --------------------------------- | ---------------- |
| 1화          | 애니멀트론, 라이온의 등장!        | 2021년 9월 3일   |
| 2화          | 라이온의 동료들!                  | 2021년 9월 10일  |
| 3화          | 엘리의 비밀!                      | 2021년 9월 17일  |
| 4화          | 새로운 애니멀트론, 크로커의 등장! | 2021년 9월 24일  |
| 5화          | 여기 번쩍 저기 번쩍, 전기킹!      | 2021년 10월 1일  |
| 6화          | 우당탕탕! 미스터리 먼지소동       | 2021년 10월 8일  |
| 7화          | 우주 경찰의 등장!                 | 2021년 10월 15일 |
| 8화          | 먹보가 된 재키!                   | 2021년 10월 22일 |
| 9화          | 합체! 특공라이온                  | 2021년 10월 29일 |
| 10화         | 밝혀진 진실!                      | 2021년 11월 05일 |
| 11화         | 우정의 텔레파시                   | 2021년 11월 12일 |
| 12화         | 참을 수 없는 굴욕의 댄스!         | 2021년 11월 19일 |
| 13화         | 보스킹의 계략                     | 2021년 11월 26일 |
| 14화         | 절대 강적, 무거킹!                | 2021년 12월 03일 |
| 15화         | 새로운 우주경찰, 트라이캅!        | 2021년 12월 10일 |
| 16화         | 군단킹의 습격!                    | 2021년 12월 17일 |
| 17화         | 자가킹을 찾아라                   | 2021년 12월 24일 |
| 18화         | 옛 동료의 등장                    | 2021년 12월 31일 |
| 19화         | 돌아온 코라                       | 2022년 1월 7일   |
| 20화         | 위기에 빠진 애니멀트론            | 2022년 1월 14일  |
| 21화         | 변신을 안 해도 우린 미니특공대!   | 2022년 1월 21일  |
| 22화         | 수지와 레오캅                     | 2022년 1월 28일  |
| 23화         | 에그킹 군단의 진격                | 2022년 2월 4일   |
| 24화         | 미니특공대의 부활                 | 2022년 2월 11일  |
| 25화         | 트라이캅의 희생                   | 2022년 2월 18일  |
| 26화(최종화) | 최후의 전투                       | 2022년 2월 25일  |

### 미니특공대 브이레인저스
| 회차         | 제목                                 | 방송 일자        |
| ------------ | ------------------------------------ | ---------------- |
| 1화          | 새로운 영웅들, 브이레인저스와의 만남 | 2022년 9월 1일   |
| 2화          | 브이레인저스 볼트 출동!              | 2022년 9월 8일   |
| 3화          | 샤크로스 브이, 출동!                 | 2022년 9월 15일  |
| 4화          | 위기의 에너지 타워                   | 2022년 9월 22일  |
| 5화          | 암흑 에너지 괴물의 등장              | 2022년 9월 29일  |
| 6화          | 돌이 되어버린 볼트!                  | 2022년 10월 6일  |
| 7화          | 아기가 된 볼트와 카이!               | 2022년 10월 13일 |
| 8화          | 출격, 트라이노브이!                  | 2022년 10월 20일 |
| 9화          | 암흑 불개미 괴물의 습격!             | 2022년 10월 27일 |
| 10화         | 암흑 민들레 괴물의 습격!             | 2022년 11월 3일  |
| 11화         | 출동, 지나 레인저!                   | 2022년 11월 10일 |
| 12화         | 암흑 애벌레 괴물의 습격!             | 2022년 11월 17일 |
| 13화         | 새로운 악당의 등장!                  | 2022년 11월 24일 |
| 14화         | 암흑 메뚜기 떼의 습격!               | 2022년 12월 1일  |
| 15화         | 볼트와 카이의 충돌                   | 2022년 12월 8일  |
| 16화         | 암흑 거미 괴물의 습격!               | 2022년 12월 15일 |
| 17화         | 황야의 대결투!                       | 2022년 12월 22일 |
| 18화         | 카이, 치코박사를 지켜라!             | 2022년 12월 29일 |
| 19화         | 암흑 사마귀 괴물의 습격!             | 2023년 1월 5일   |
| 20화         | 2단 합체, 볼트 파워드 브이 출격!     | 2023년 1월 12일  |
| 21화         | 암흑 전기 뱀장어 괴물의 습격!        | 2023년 1월 19일  |
| 22화         | 암흑 공벌레 괴물의 습격!             | 2023년 1월 26일  |
| 23화         | 최강의 로봇, 볼트 레전드킹 브이!     | 2023년 2월 2일   |
| 24화         | 바쿠스의 반란                        | 2023년 2월 9일   |
| 25화         | 볼트 레전드 브이의 탄생!             | 2023년 2월 16일  |
| 26화(최종화) | 그린아일랜드의 수호자, 볼트!         | 2023년 2월 23일  |

### 최강경찰 미니특공대
| 회차         | 제목                                   | 방송 일자        |
| ------------ | -------------------------------------- | ---------------- |
| 1화          | 출동! 최강경찰 미니특공대              | 2023년 11월 28일 |
| 2화          | 꼼짝마, 햄버거 도둑!                   | 2023년 12월 5일  |
| 3화          | 도난당한 수지의 드레스                 | 2023년 12월 12일 |
| 4화          | 나무도둑과 다람쥐들                    | 2023년 12월 19일 |
| 5화          | 모나리자 도난 사건                     | 2023년 12월 26일 |
| 6화          | 우당탕탕! 생일 케이크 만들기 대소동    | 2024년 1월 2일   |
| 7화          | 바다의 무법자, 해적!                   | 2024년 1월 9일   |
| 8화          | 치명적인 꽃 향기!                      | 2024년 1월 16일  |
| 9화          | 새미의 스포츠카!                       | 2024년 1월 23일  |
| 10화         | 자전거 도둑의 음모!                    | 2024년 1월 30일  |
| 11화         | 이열치열, 무더위 대소동!               | 2024년 2월 6일   |
| 12화         | 신발닌자와의 한판 승부!                | 2024년 2월 13일  |
| 13화         | 출격, 저스티스 타이탄!                 | 2024년 2월 20일  |
| 14화         | 메타버스걸 VS 게임왕 볼트              | 2024년 2월 27일  |
| 15화         | 되살아난 화석들!                       | 2024년 3월 5일   |
| 16화         | 유물 탈환 작전!                        | 2024년 3월 12일  |
| 17화         | 황야의 대결투!                         | 2024년 3월 19일  |
| 18화         | 최강 인공지능 로봇, 스톰체이서의 등장! | 2024년 3월 26일  |
| 19화         | 찰칵찰칵, 그대로 멈춰라!               | 2024년 4월 2일   |
| 20화         | 탐욕스러운 어둠의 뱀파이어!            | 2024년 4월 9일   |
| 21화         | 공포의 3인조 수박 불량배!              | 2024년 4월 16일  |
| 22화         | 구린내의 제왕, 박테리아스!             | 2024년 4월 23일  |
| 23화         | 최강 젓가락 고수, 루시!                | 2024년 4월 30일  |
| 24화         | 괴물이 된 어리, 버리!                  | 2024년 5월 7일   |
| 25화         | 소중한 사람을 지키는 힘!               | 2024년 5월 14일  |
| 26화(최종화) | 최강경찰 미니특공대 최후의 결전!       | 2024년 5월 21일  |

### 픽셀파워 미니특공대(迷你特工隊 超次元力量/한·중합작)
| 회차         | 제목                         | 방송 일자        |
| ------------ | ---------------------------- | ---------------- |
| 1화          | 리듬닌자 대소동              | 2024년 10월 29일 |
| 2화          | 새로운 파트너                | 2024년 10월 29일 |
| 3화          | 마라톤 대회에 나타난 몬스터  | 2024년 10월 29일 |
| 4화          | 예측 불가의 거대 피에로      | 2024년 10월 29일 |
| 5화          | 붙여붙여 몬스터의 습격       | 2024년 11월 5일  |
| 6화          | 합체! 더 강력해진 픽셀파워   | 2024년 11월 5일  |
| 7화          | 과식은 모두에게 위험해!      | 2024년 11월 12일 |
| 8화          | 먹보 몬스터의 약점을 찾아라! | 2024년 11월 12일 |
| 9화          | 보글보글 버블 몬스터         | 2024년 11월 19일 |
| 10화         | 루시의 새로운 도전과 우정    | 2024년 11월 19일 |
| 11화         | 거대해진 볼트                | 2024년 11월 26일 |
| 12화         | 납치된 카이를 구해라!        | 2024년 11월 26일 |
| 13화         | 괴상한 요리의 신             | 2024년 12월 3일  |
| 14화         | 푸드 엔젤이 된 지수          | 2024년 12월 3일  |
| 15화         | 사라진 지수                  | 2024년 12월 10일 |
| 16화         | 사라지는 것들을 지켜라!      | 2024년 12월 10일 |
| 17화         | 이리저리 내비 몬스터         | 2024년 12월 17일 |
| 18화         | 픽셀 하이퍼킹 등장!          | 2024년 12월 17일 |
| 19화         | 게임마스터, X의 등장         | 2024년 12월 24일 |
| 20화         | 다크 마왕의 음모             | 2024년 12월 24일 |
| 21화         | 부활의 제왕, 꿀꿀대왕!       | 2024년 12월 31일 |
| 22화         | 꿀벌 유도탄과 몬스터!        | 2024년 12월 31일 |
| 23화         | 럭키 럭키 선물!              | 2025년 1월 7일   |
| 24화         | 주사위의 힘은 럭키비키       | 2025년 1월 7일   |
| 25화         | 스틱 장군, 최후의 작전       | 2025년 1월 14일  |
| 26화(최종화) | 최고의 파트너                | 2025년 1월 14일  |

### 최강공룡 미니특공대
| 회차         | 제목                                 | 방송 일자       |
| ------------ | ------------------------------------ | --------------- |
| 1화          | 다이노이드 티라와의 만남!            | 2025년 2월 25일 |
| 2화          | 화염의 전사, 버닝케라!               | 2025년 3월 4일  |
| 3화          | 볼트와 티라의 다툼!                  | 2025년 3월 11일 |
| 4화          | 용암의 전사, 마그킬로의 분노!        | 2025년 3월 18일 |
| 5화          | 티라의 희생!                         | 2025년 3월 25일 |
| 6화          | 꺾이지 않는 불굴의 의지!             | 2025년 4월 1일  |
| 7화          | 친구를 지키는 마음!                  | 2025년 4월 8일  |
| 8화          | 블랙버스터의 위협!                   | 2025년 4월 15일 |
| 9화          | 산사태에 휘말린 수지!                | 2025년 4월 22일 |
| 10화         | 카르노 군단의 추적장치!              | 2025년 4월 29일 |
| 11화         | 텔레파시로 이어진 우정!              | 2025년 5월 6일  |
| 12화         | 블루시티 연쇄 폭발 사건!             | 2025년 5월 13일 |
| 13화         | 위기의 질주, 다이노카 추격 작전!     | 2025년 5월 20일 |
| 14화         | 블루시티 멸망의 카운트다운!          | 2025년 5월 27일 |
| 15화         | 마녀의 계략                          | 2025년 6월 3일  |
| 16화         | 미니소드 군단의 위협!                | 2025년 6월 10일 |
| 17화         | 정체불명의 영웅!                     | 2025년 6월 17일 |
| 18화         | 미니특공대와 레인저시크릿!           | 2025년 6월 24일 |
| 19화         | 친구를 위한 우정, 그리고 희생        | 2025년 7월 1일  |
| 20화         | 치명적인 죽음의 그림자, 포이즈나이트 | 2025년 7월 8일  |
| 21화         | 최후의 다이노이드, 버스터기가!       | 2025년 7월 15일 |
| 22화         | 최종합체! 그레이트 렉스카이저 D9     | 2025년 7월 22일 |
| 23화         | 완성된 궁극의 힘, 다이노이드 파워!   | 2025년 7월 29일 |
| 24화         | 새로운 희망                          | 2025년 8월 5일  |
| 25화         | 오해 너머로 닿은 진심                | 2025년 8월 12일 |
| 26화(최종화) | 절망의 끝에서 들려온 목소리          | 2025년 8월 19일 |

## 극장판
- 극장판 미니특공대: 영웅의 탄생 (2016년)
- 극장판 미니특공대: 공룡왕 디노 (2020년)
- 극장판 미니특공대: 햄버거 괴물의 습격 (2020년)

## 관련 서적
- 필름북은 학산문화사에서 간행해 6권까지 출간되었다.